# Beltz & Gelberg
Beltz & Gelberg ist die Kinder- und Jugendbuch-Sparte des Beltz-Verlages in Weinheim, die als die orangen Bücher bekannt wurde.

## Geschichte
Das Kinderbuchprogramm von Beltz & Gelberg wurde im Herbst 1971 von Hans-Joachim Gelberg begründet und startete mit acht Bänden. Ziel war von Anfang an eine neue Generation anspruchsvoller Kinderbücher zu schaffen, die Erkenntnisse moderner Pädagogik auf freie Art und Weise mit Kunst und der Erlebniswelt von Kindern verbinden sollten. Dazu konnte eine Reihe von Künstlern und Autoren gewonnen werden, die heute teilweise bereits zu den Klassikern des Genres gezählt werden.

### Die orangen Bücher
Der Grafiker Günther Stiller entwickelte ein durchgehendes Erscheinungsbild für alle Bücher von Beltz & Gelberg. Hauptmerkmal ist die auffällige Farbe Orange, was die Reihe schnell als die orangen Bücher bekannt machte, gepaart mit einer extrafetten Gill Sans, die Anfang der 1970er Jahre zu einer Trendschrift wurde.
Stiller nahm sich gestalterisch und typografisch viele Freiheiten. Einige Bücher der Anfangszeit lassen sich als experimentell bezeichnen. Die Idee war zudem keine betont schönen Bücher zu machen, wie Erwachsene das von Kinderbüchern oft erwarten, sondern sie im Gegenteil durch offensive, teilweise raue Gestaltung und die unverblümte Darstellung von Zusammenhängen der realen Lebenswelt der Kinder anzunähern. Beim Leser sollte das Gefühl entstehen, ernst genommen zu werden und einem erwachsenen Leser gleichgestellt zu sein.
Obwohl die Beltz-&-Gelberg-Bücher 1986 vom Grafiker Wolfgang Rudelius ein neues typografisches Konzept erhielten, bleibt die leuchtende orange Farbe bis heute das Erkennungszeichen des Verlages.

### Buchreihen
Während einerseits klassische Erzählungen, Romane und Gedichtbände verlegt wurden, entwickelte Beltz & Gelberg in den 1970er Jahren speziell für das Programm und seinen pädagogischen Ansatz geschaffene Buchreihen. Hierbei wurde Wert auf einen niedrigen Preis und eine robuste, nicht wertvoll wirkende Verarbeitung gelegt. Die Kinder sollten die Bücher ohne Reue schmutzig machen dürfen.
Die Reihe von Ja-, Nein- und Streit-Buch für Kinder von Günther Stiller, Irmela Brender und Susanne Kilian zielte darauf ab, Kinder für Kommunikation und Medien zu sensibilisieren und ihnen ein kritisches Zuhören und gesundes Selbstvertrauen im täglichen Umgang mit Sprache zu vermitteln. Das erreichten die Autoren ohne didaktisch zu wirken, durch einen frechen Stil und die durchgängige Verwendung von Fotos, Collagen und das In-Beziehung-Setzen von Text und Bild.
In der Reihe BilderBuch erschienen Comics und Bildgeschichten von diversen Autoren. Im Vorwort des ersten Bandes bezeichnete Hans-Joachim Gelberg den Comic als wichtiges und gleichzeitig verkanntes Medium der Zeit, da die komplexen geistigen Vorgänge, die zum Lesen und Verstehen von Bildgeschichten erforderlich seien, im Kopf des Lesers kreative und differenzierende Fähigkeiten förderten.
In unregelmäßiger Folge gibt Beltz & Gelberg auch Jahrbücher heraus – dicke Sammelbände mit Geschichten und Bildern vieler Autoren. Der Herausgeber gibt die Empfehlung, die Bücher „kreuz und quer“ zu lesen. Das erste Jahrbuch Geh' und spiel mit dem Riesen wurde 1972 mit dem deutschen Jugendbuchpreis ausgezeichnet.
Eine aktuelle Reihe sind die Gulliver-Taschenbücher.

### Der Bunte Hund
Anfang der 1980er Jahre startete unter dem Slogan „Für Kinder in den besten Jahren“ die quartalsmäßig erschienene Kinderliteraturzeitschrift Der Bunte Hund, die Geschichten und Bilder viele Autoren versammelte. Das werbefreie Heft mit einem sehr klassischen Layout bot zudem einen Erzählwettbewerb, an dem sich jedes Mal viele Kinder und ganze Schulklassen beteiligten. Das Magazin galt als Vorzeigeobjekt der deutschen Kulturlandschaft für Kinder und wurde mit Preisen ausgezeichnet.
Im November 2007 wurde das Heft komplett neu gestaltet. Der neue Bunte Hund beinhaltete Werbung, war wesentlich lauter gestaltet und richtete sich inhaltlich mehr an Mädchen, die traditionell immer den größeren Teil der Abonnenten ausgemacht hatten. Neben dem Abonnement wurde auch der Kioskverkauf begonnen und die Frequenz auf zehn Hefte im Jahr erhöht. Mit der Ausgabe Juli/August 2008 teilte der Verlag aufgrund rückläufiger Verkaufszahlen die Einstellung der Zeitschrift mit, was zu breiten Protesten führte.
Zum 1. Januar 2012 erfolgte die Übernahme des auf Kinderbücher spezialisierten Bajazzo Verlags.

## Autoren und Künstler
Zu den bekannten Autoren und Künstlern des Beltz-&-Gelberg-Verlags gehören unter anderem Anne Bous, Julia Donaldson, Michael Ende, Klaus Ensikat, Helga Gebert, Peter Härtling, Janosch, Norman Junge, Susanne Kilian, Klaus Kordon, Erwin Moser, Salah Naoura, Christine Nöstlinger, Uri Orlev, Axel Scheffler, Louis Sachar sowie die Labor Ateliergemeinschaft.